# Saša Drakulić
Saša Drakulić (ur. 28 sierpnia 1972) – serbski piłkarz występujący na pozycji napastnika.

## Kariera piłkarska
Od 1990 do 2010 roku występował w Bačka Bačka Palanka, Crvena zvezda, Busan Daewoo Royals, Suwon Samsung Bluewings, Kashiwa Reysol, Seongnam Ilhwa Chunma, AEK Larnaka, FK Vojvodina, ČSK Pivara, Mladost Apatin i Proleter Novi Sad.